# Szlovák Nemzeti Párt Ifjúsági Tagozata

Szlovák Nemzeti Párt Ifjúsági Tagozata (Szlovákul: Mládež Slovenskej národnej strany, Mládež SNS) egy szlovák ifjúsági párt tagozat a Szlovák Nemzeti Pártnak. Az ifjúsági tagozatot 2014-ben alapították.